# Tisamenus kalahani
Tisamenus kalahani ist eine Gespenstschrecken-Art, die im Norden der philippinischen Insel Luzon heimisch ist.

## Merkmale
Tisamenus kalahani ist eine kleine, sehr schlanke und wenig bestachelte Tisamenus-Art, von der bisher nur ein Männchen bekannt ist. Dieses ist 31,5 mm lang und hat nur schwach ausgeprägte Kopf- und Körperstrukturen. Im Unterschied zu den ebenfalls sehr schlanken, aber deutlich größeren Männchen von Tisamenus polillo fehlen ihnen die großen und stacheligen supraorbitalen Stacheln auf dem Kopf. Die vorderen Stacheln auf dem Pronotum (Pronotale), sind bei Tisamenus polillo zwei- oder dreistachelig, während die von Tisamenus kalahani einstachlig sind. Die bei Tisamenus polillo ausgeprägten Pleuralstacheln des Meso- und Metathorax, sind bei Tisamenus kalahani nur als konische Tuberkel zu erkennen. Das für die Gattung typische Dreieck auf dem Mesonotum ist flach und nicht angehoben wie bei Tisamenus polillo. Die vorderen Winkel dieses Dreiecks sind bei Tisamenus kalahani stachellos, während sie bei Tisamenus polillo stachlig hervortreten. Auf den Terga zwei und drei des Abdomens befinden sich bei Tisamenus polillo kleine, paarige Stacheln, die Tisamenus kalahani fehlen. Meso- und Metanotum sind bei Tisamenus kalahani parallelseitig, während sich beide Segmente bei der ebenfalls sehr kleinen und kaum bestachelten Tisamenus summaleonilae trapezförmig verbreitern.

## Vorkommen
Der Holotypus stammt aus der im Norden Luzons gelegenen Provinz Nueva Vizcaya, genauer aus SantaFe, wo er im Flachland in der Nähe der Imugan Wasserfälle gefunden wurde.

## Systematik
Ireno L. Lit jr. und Orlando L. Eusebio beschrieben Tisamenus kalahani im Jahr 2005 zusammen mit Tisamenus summaleonilae. Der Artname „kalahani“ ist dem Volk der Kalahan (auch Kalanguya oder Ikalahan genannt) gewidmet, einer auf Luzon heimischen Ethnie. Er wurde gewählt in Anerkennung ihrer Bemühungen die verbliebene Artenvielfalt, einschließlich der Gliederfüßer, in ihrem angestammten Gebiet zu dokumentieren und zu erhalten, und dafür, dass sie den Autoren das Sammeln am Fundort der Art ermöglicht haben. Der männliche Holotypus, das einzige bisher bekannte Tier wurde am 1. Mai 2005 von E. A. Cosico gesammelt. Es ist im Entomologischen Museum des Museums of National History der Universität der Philippinen in Los Baños (UPLB) hinterlegt. Lit und Eusebio ordneten sowohl Tisamenus kalahani als auch Tisamenus summaleonilae der von James Abram Garfield Rehn und seinem Sohn John William Holman Rehn aufgestellten, bis dahin monotypischen Polillo-Gruppe zu.